# Ebrahim Mirzapour
Ebrahim Mirzapour (n. Mamulan, provincia de Lorestán, Irán, 16 de septiembre de 1978) es un exfutbolista iraní. Se desempeñó como portero y actualmente es entrenador de porteros del Paykan FC de la Iran Pro League.
Participó en 2 Mundiales Con Su Selección, Alemania 2006 y Brasil 2014 aunque en este Último no tuvo Minutos Por Su veterana Edad

## Selección nacional
Ha sido internacional con la Selección de fútbol de Irán, ha jugado 71 partidos internacionales y no anotó goles. Incluso participó con su selección, en la Copa del Mundo de Alemania 2006, donde su selección quedó eliminado en la primera fase y Mirzapour jugó los 3 partidos de su selección, en el mundial realizado en Alemania,

### Participaciones en Copas del Mundo
| Mundial                        | Sede     | Resultado    |
| ------------------------------ | -------- | ------------ |
| Copa Mundial de Fútbol de 2006 | Alemania | Primera fase |

## Clubes
| Club             | País | Año         |
| ---------------- | ---- | ----------- |
| Fajr Khorramabad | Irán | 1997 - 1998 |
| Foolad FC        | Irán | 1998 - 2006 |
| Esteghlal Ahvaz  | Irán | 2006 - 2007 |
| Steel Azin       | Irán | 2007 - 2008 |
| Saipa FC         | Irán | 2008 - 2010 |
| Paykan           | Irán | 2010 - 2011 |
| Shahrdari Tabriz | Irán | 2011 - 2012 |
| Sang Ahan Bafq   | Irán | 2012 - 2013 |